# 下貝內紹夫

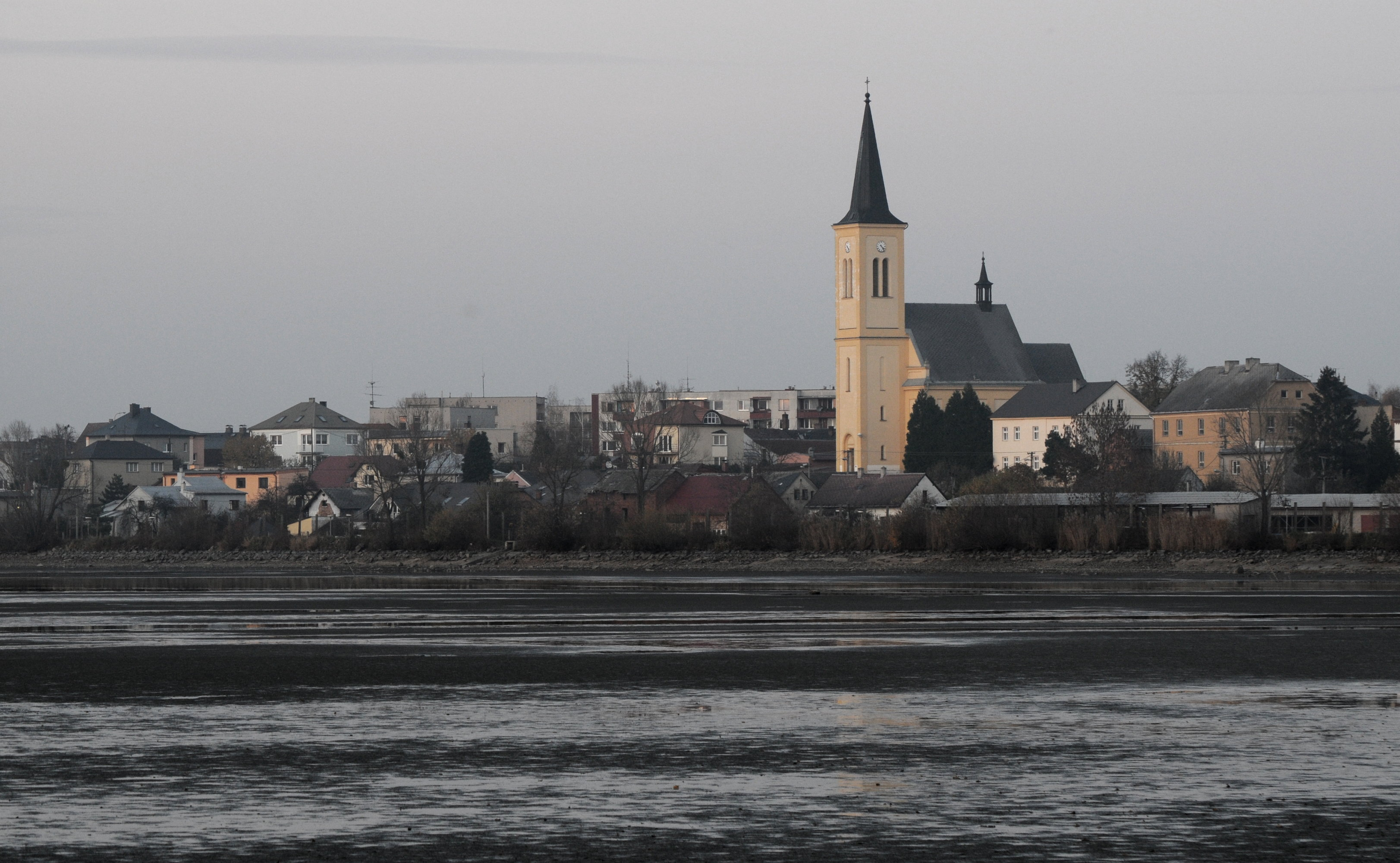

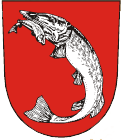

下貝內紹夫是捷克的城鎮，位於該國東部奧帕瓦河左岸，距離首府俄斯特拉發17公里，由摩拉維亞-西利西亞州負責管轄，面積14.8平方公里，海拔高度231米，2006年人口為4,293。

## 外部連結
- （捷克文） Official website（页面存档备份，存于）